# Pterolophia paraconsularis
Pterolophia paraconsularis es una especie de escarabajo longicornio del género Pterolophia, subfamilia Lamiinae. Fue descrita científicamente por Breuning en 1968.
Se distribuye por Laos. Posee una longitud corporal de 8-11,5 milímetros. El período de vuelo de esta especie ocurre en los meses de marzo, abril, mayo, junio, julio, agosto, septiembre, octubre y noviembre.